# TotalEnergies/2023
Deze pagina geeft een overzicht van de wielerploeg Team TotalEnergies in 2023.

## Algemeen
Hoofdsponsor: TotalEnergies
Algemeen manager: Jean-René Bernaudeau
Ploegleiders: Dominique Arnould, Benoît Génauzeau, Lylian Lebreton, Alexis Loiseau, Thibaut Macé, Maxime Robin, Ján Valach,Jens Van Beylen
Fietsen: Specialized

## Renners
| Naam                 | Geboortedatum | Nationaliteit | Ploeg 2022            |
| -------------------- | ------------- | ------------- | --------------------- |
| Edvald Boasson Hagen | 17-05-1987    | Noorwegen     |                       |
| Maciej Bodnar        | 07-03-1985    | Polen         |                       |
| Thomas Bonnet        | 13-09-1998    | Frankrijk     | -                     |
| Mathieu Burgaudeau   | 17-11-1998    | Frankrijk     |                       |
| Jérémy Cabot         | 24-07-1991    | Frankrijk     |                       |
| Steff Cras           | 13-02-1996    | België        | Lotto Soudal          |
| Víctor de la Parte   | 22-06-1986    | Spanje        |                       |
| Fabien Doubey        | 21-10-1993    | Frankrijk     |                       |
| Sandy Dujardin       | 29-05-1997    | Frankrijk     |                       |
| Valentin Ferron      | 08-02-1998    | Frankrijk     |                       |
| Fabien Grellier      | 31-10-1994    | Frankrijk     |                       |
| Emilien Jeannière    | 26-09-1998    | Frankrijk     | -                     |
| Alan Jousseaume      | 03-08-1998    | Frankrijk     |                       |
| Pierre Latour        | 12-10-1993    | Frankrijk     |                       |
| Lorrenzo Manzin      | 26-07-1994    | Frankrijk     |                       |
| Daniel Oss           | 13-01-1987    | Italië        |                       |
| Paul Ourselin        | 13-04-1994    | Frankrijk     |                       |
| Peter Sagan*         | 26-01-1990    | Slowakije     |                       |
| Julien Simon         | 04-10-1985    | Frankrijk     |                       |
| Geoffrey Soupe       | 22-03-1988    | Frankrijk     |                       |
| Jason Tesson         | 09-01-1998    | Frankrijk     | Saint Michel-Auber 93 |
| Anthony Turgis       | 16-05-1994    | Frankrijk     |                       |
| Dries Van Gestel     | 30-09-1994    | België        |                       |
| Mattéo Vercher       | 26-01-2001    | Frankrijk     | -                     |
| Alexis Vuillermoz    | 01-06-1998    | Frankrijk     |                       |

* tot 1/10

### Stagiairs
Per 1 augustus 2023
| Naam            | Geboortedatum | Nationaliteit | Vorige ploeg |
| --------------- | ------------- | ------------- | ------------ |
| Lucas Boniface  | 24-10-200     | Frankrijk     | Vendée U     |
| Alessio Cialone | 10-12-2003    | Frankrijk     | Vendée U     |
| Lucas Grolier   | 3-02-2000     | Frankrijk     | Vendée U     |

### Vertrokken
| Naam                | Geboortedatum | Nationaliteit       | Ploeg 2023               |
| ------------------- | ------------- | ------------------- | ------------------------ |
| Niccolò Bonifazio   | 29-10-1993    | Italië              | Intermarché-Circus-Wanty |
| Alexandre Geniez    | 16-04-1988    | Frankrijk           | Gestopt                  |
| Christopher Lawless | 13-04-1996    | Verenigd Koninkrijk | WiV SunGod               |
| Cristian Rodríguez  | 03-03-1995    | Spanje              | Arkéa-Samsic             |
| Juraj Sagan         | 23-12-1988    | Slowakije           | Gestopt                  |
| Niki Terpstra       | 18-05-1984    | Nederland           | Gestopt                  |

## Overwinningen
| La Tropicale Amissa Bongo 1e etappe: Geoffrey Soupe 2e etappe: Jason Tesson 3e etappe: Jason Tesson Eindklassement: Geoffrey Soupe Puntenklassement: Geoffrey Soupe Ploegenklassement: *1) Ster van Bessèges Ploegenklassement: *2) Ronde van Rwanda 4e etappe: Thomas Bonnet Parijs-Camembert Valentin Ferron Route d'Occitanie 2e etappe: Jason Tesson Ronde van Spanje 7e etappe: Geoffrey Soupe |

*1) Ploeg La Tropicale Amissa Bongo: Jeannière, Manzin, Ourselin, Soupe, Tesson, Vercher
*2) Ploeg Ster van Bessèges: Bonnet, Burgaudeau, Ferron, Latour, Simon, Turgis, Van Gestel
2000 · 2001 · 2002 · 2003 · 2004 · 2005 · 2006 · 2007 · 2008 · 2009 · 2010 · 2011 · 2012 · 2013 · 2014 · 2015 · 2016 · 2017 · 2018 · 2019 · 2020 · 2021 · 2022 · 2023 · 2024 · 2025
Bingoal Pauwels Sauces WB · Bolton Equities Black Spoke · Burgos-BH · Caja Rural-Seguros RGA · EOLO-Kometa · Equipo Kern Pharma · Euskaltel-Euskadi · Green Project-Bardiani-CSF-Faizanè  · Human Powered Health · Israel-Premier Tech · Lotto-Dstny · Q36.5 Pro Cycling Team · Team Corratec · Team Flanders-Baloise · Team Novo Nordisk · Team TotalEnergies · Tudor Pro Cycling Team · Uno-X Pro Cycling Team